# L’Aventure Michelin
A L’Aventure Michelin egy Clermont-Ferrand-ban található, a Michelin-csoportnak szentelt francia múzeum.
A múzeumot 2009. január 23-án nyitották meg; a Michelin-csoport történetét és ipari termékeit mutatja be. Alapterülete több mint 2000 m2.
A múzeum 2019-ben 100 000 látogatót fogadott.

## Fordítás
Ez a szócikk részben vagy egészben  a   L'Aventure Michelin című angol Wikipédia-szócikk ezen változatának fordításán alapul.  Az eredeti cikk szerkesztőit annak laptörténete sorolja fel. Ez a jelzés csupán a megfogalmazás eredetét és a szerzői jogokat jelzi, nem szolgál a cikkben szereplő információk forrásmegjelöléseként.